# Chianina

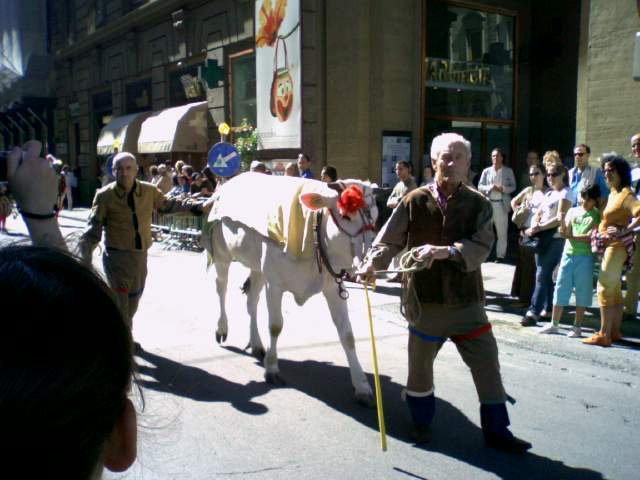
Chianina

Das Chianina ist die größte Rinderrasse der Welt. Bereits auf Darstellungen der Etrusker finden sich Chianina-Rinder und schon Plinius der Ältere hat sie erwähnt: Sie sind die älteste Rinderrasse Italiens. Chianina-Rinder stammen ursprünglich aus der Toskana, Umbrien und den Marken in Mittelitalien. Der Name Chianina leitet sich vom Chiana-Tal in der Toskana ab.

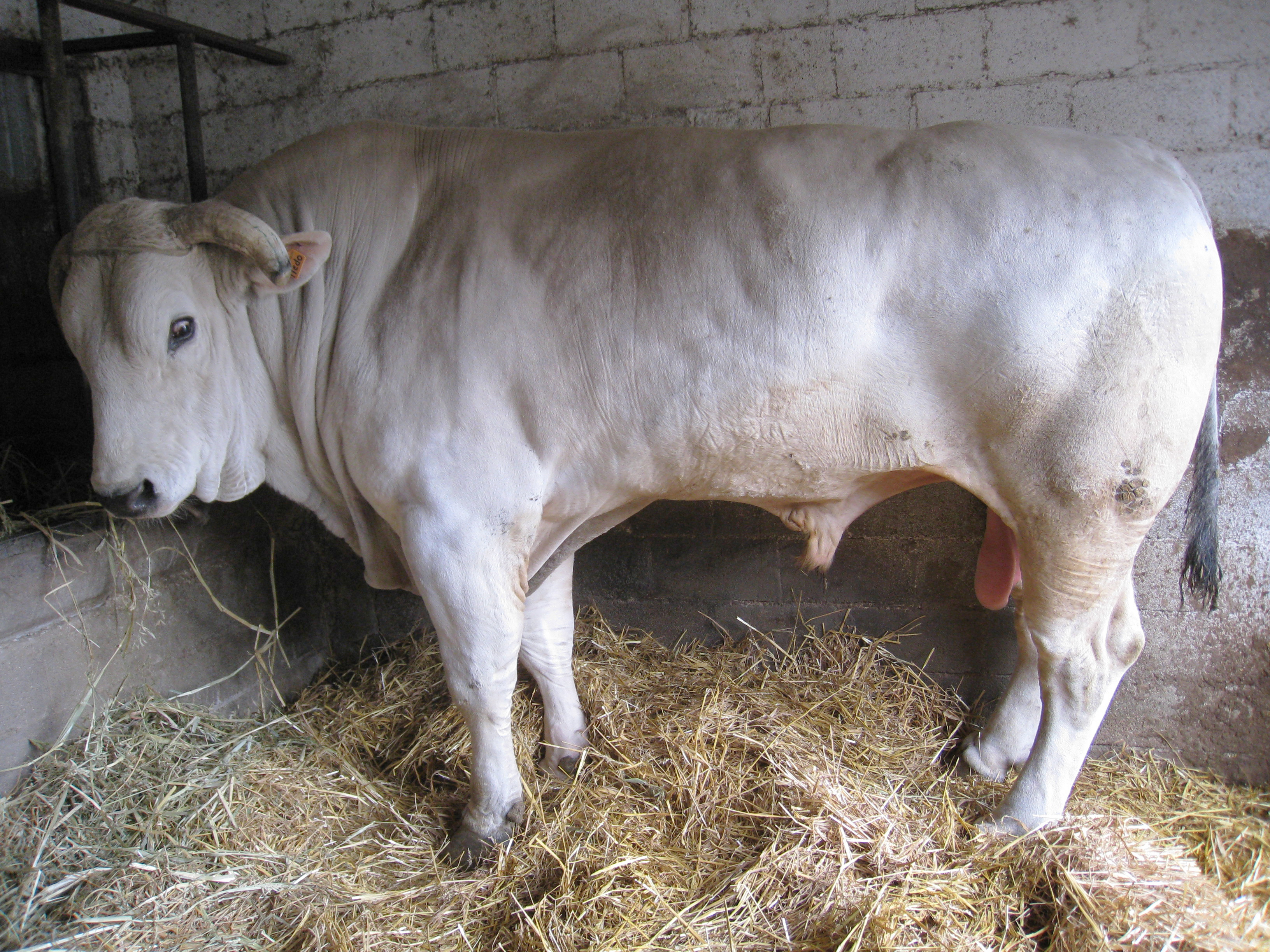
Chianina-Bulle

Die Stiere werden bis zu 180 cm groß und 1500 kg schwer. Chianinakühe erreichen eine Widerristhöhe von 160 cm und ein Lebendgewicht von 800 kg. Die Tiere sind rein weiß, die Kälber werden jedoch mit rötlich braunem Haarkleid geboren.
Das Fleisch dieser Tiere hat eine außergewöhnliche Qualität und wird in der Toskana oft als Bistecca alla fiorentina angeboten.

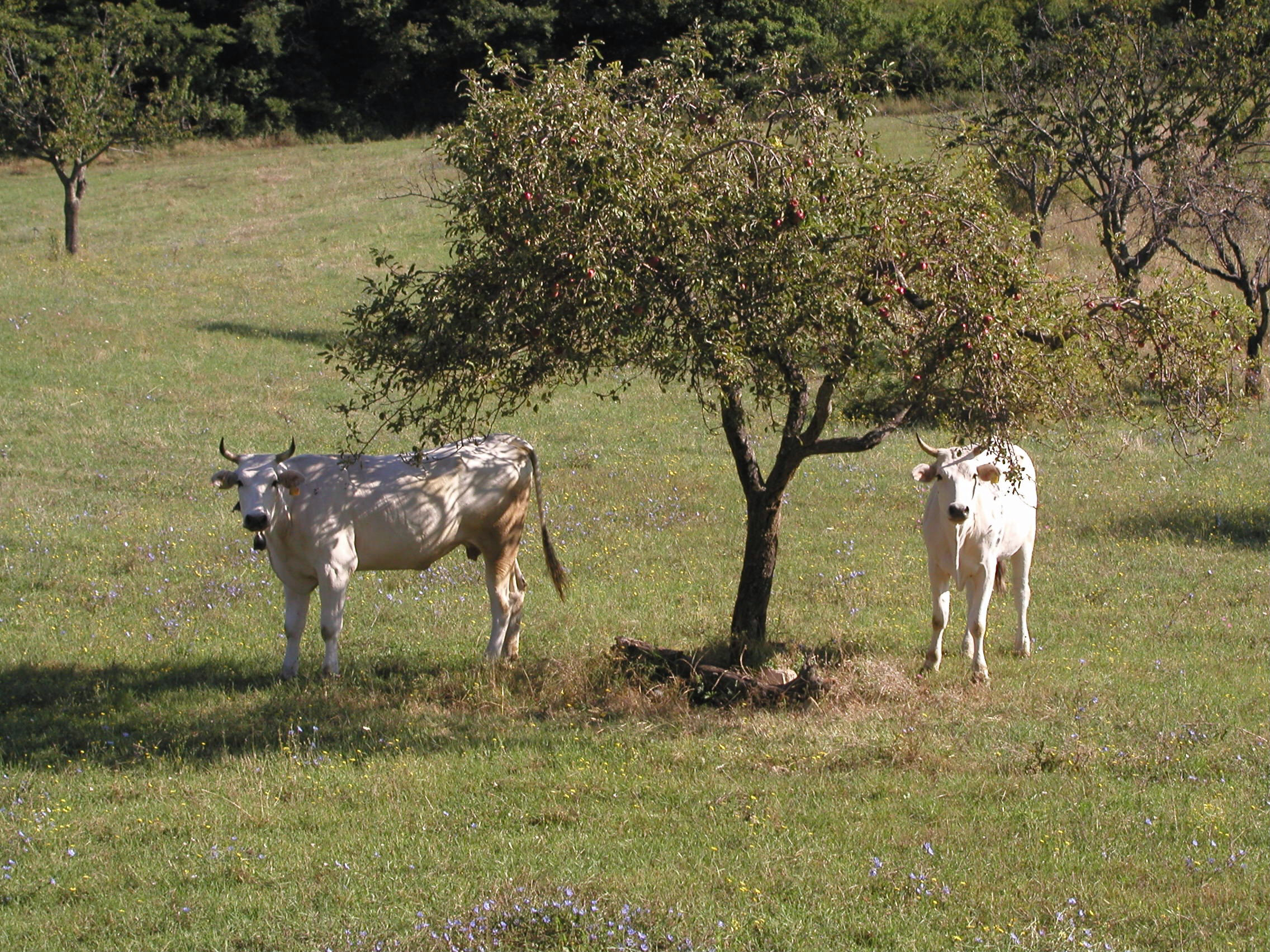
Chianina auf Weide

Das ursprünglich als Arbeitstier gezüchtete Rind wird heute als reines Fleischrind gezüchtet und aufgrund seiner Tropentauglichkeit als Kreuzungspartner für Rinder aus Entwicklungsländern genutzt.
Das Rind gilt als besonders sensibel und mag keine Veränderungen. So kann beispielsweise das Wechseln des Besitzers eine Verschlechterung der Fleischqualität zur Folge haben.
1955 stellte der Chianina-Stier „Donetto“ in Arezzo einen bis heute gültigen Rinder-Gewichtsrekord mit 1740 kg auf.
Am 8. November 2007 kam der Chianina-Ochse „Fiorino“ mit einer Widerristhöhe von 2,05 m ins Guinness-Buch der Rekorde.
Jedes Jahr am letzten Juni-Wochenende findet in der italienischen Gemeinde Sestino (Provinz Arezzo) die „Sagra della Bistecca Chianina“ statt.